# U registraturi (televizijska serija)
U registraturi je hrvatska televizijska serija snimljena 1974. godine prema istoimenom romanu Ante Kovačića te scenariju i u režiji Joakima Marušića. U seriji je prisutno neprestano prepletanje romantičarskih i realističkih motiva te stalna izmjena lirskih i naturalističkih sekvenci. "U registraturi" je, prema mišljenju i kritike i gledatelja, vrlo uspjela televizijska adaptacija jednog od najvažnijih hrvatskih romana 19. stoljeća. Neprestano prepletanje romantičarskih i realističkih motiva te stalna izmjena lirskih i naturalističkih sekvenci jamstvo su za visoku gledanost serije.
Radnja prati sudbinu Ivice Kičmanovića, naivnog seoskog djeteta koji dolazi u grad kako bi se obrazovao, ali susreće samo licemjerje i izopačnost, čija će i sama biti žrtva. Scenarij i režiju je potpisao Joakim Marušić, glazbu Arsen Dedić., a ulogu Ivice Kičmanovića je tumačio Rade Šerbedžija. Uloga Laure kao jedne od rijetkih žena-negativaca u tadašnjoj televizijskoj produkciji je, pak, predstavljala vrhunac u glumačkoj karijeri Ljubice Jović. 

## Glavne uloge
| Glumac/ica             | Lik                          |
| ---------------------- | ---------------------------- |
| Ljubica Jović          | Laura                        |
| Rade Šerbedžija        | Ivica Kičmanović             |
| Fabijan Šovagović      | Jožica Kičmanović - Zgubidan |
| Mate Ergović           | Kanonik                      |
| Stevo Krnjajić         | Miha                         |
| Uglješa Kojadinović    | Žorž Jurić                   |
| Josip Bobi Marotti     | Illustrissimus               |
| Mirjana Majurec        | Anica                        |
| Đuro Utješanović       | Ferkonja                     |
| Iva Marjanović         | Ivičina majka                |
| Vanja Drach            | učitelj                      |
| Nada Rocco             | Marica Kičmanović            |
| Edo Peročević          | mladi Mecena                 |
| Rajko Bundalo          | Mate Zorković                |
| Vlasta Knezović        | Dora Zorković                |
| Vladimir Obleščuk      | Gavan Medonić                |
| Jelisaveta Seka Sablić | Justa Medonić                |

## Popis epizoda
1. Djetinjstvo
Prva epizoda upoznaje gledatelje s mladim Ivicom Kičmanovićem (Rene Medvešek) i njegovom obitelji: ocem Jožicom Zgubidanom, mužikašem (Fabijan Šovagović) i brižnom majkom (Iva Marjanović). Ivičin otac Zgubidan u stalnoj je svađi sa susjedom Kanonikom (Mate Ergović) na drugome brijegu. Kad svađa između Zgubidana i Kanonika preraste u tučnjavu, Ivica pokazuje i drugu stranu karaktera. Učitelj (Vanja Drach) prepoznaje u Ivici nadareno i vrijedno dijete. Zalaganjem učitelja i župnika (Z. Crnković), roditelji Ivicu odluče poslati u veliki grad, na škole...
2. Grad
Ivica Kičmanović stiže u veliki grad i smješta se kod rođaka Jurića (Uglješa Kojadinović), sobara i sluge velikog gospodina, Illustrissimusa (Josip Marotti). Ivicu očekuju teški dani. Iza maske uglađenog gospodina, kakvim se sluga Jurić prikazuje u svojem rodnom selu, ukazuje se samoživi tiranin koji Ivici zagorčava dane odrastanja. Jedne večeri Ivica saznaje tajnu o Illustrissimusu i grijehu koji je veliki gospodin počinio u mladosti.
3. Mladić
Devetnaestogodišnji Ivicom Kičmanovićem (Rade Šerbedžija) je u velikoj kući Illustrissimusa izrastao u pristalog mladića. Unatoč stalnim nesporazumima sa svojim pokroviteljem i rođakom Žoržom, Illustrisimussovim slugom, Ivica se redovito školuje. Pravi nesporazumi nastaju kada se u gospodarevoj kući pojavi njegova nova štićenica Laura (Ljubica Jović). Na selu dolazi do promjena: Ivičin vršnjak, Kanonikov sin Miha (Stevo Krnjajić) postaje neočekivano spretan trgovac s dobrim izgledima da se ženidbom s ružnom, ali bogatom Justom (Jelisaveta Sablić) još više obogati.
4. Očekivanja
Ivica Kičmanović vraća se s rođakom Žoržom za uskrsne blagdane u rodno selo. Otac Jožica Zgubidan s razlogom je sretan jer je pred njegovim sinom lijepa budućnost. Ugodne trenutke ponovnog boravka u zavičaju i ljepotu prisjećanja na dane djetinjstva i sreće prekida, međutim, ružna svađa i još žešća tučnjava na seoskoj zabavi. Rodno selo nimalo više nije nalik na selo iz Ivičinih uspomena, ali on to ne vidi. Rođak Žorž naglo odluči da se vrate u grad. Lijepa Laura dočekuje Ivicu s pričom o sebi, svom podrijetlu i ćoravcu Ferkonji (Đuro Utješanović), prvim muškarcem u njezinom životu.
5. Illustrissimus
Peti nastavak prati posljednjie dane uglednog i bogatog gospodina Illustrissimusa, skrbnika i "dobrotvora" Ivice Kičmanovića. Ivica pomaže Illustrissimusu da nauči svečani govor za godišnju skupštinu "Društva poniznosti i ustrpljivosti". Na večeri poslije svečanosti, ne mogavši otrpjeti toliku količinu laži i licemjerja, Ivica namjerno napravi skandal s napuhanim "pojetom" Rudimirom Bombardirovićem (Špiro Guberina). Iste noći, međutim, Illustrissimus zatječe Ivicu u Laurinoj spavaćoj sobi. Ivica se vraća kući. Illustrissimus i Laura se kasnije pomire, ali lavina kobnih zbivanja dovodi do požara u kući iz koje Laura uspije izvući ono najvrijednije.
6. Povratak
Šesti nastavk prati događaje poslije smrti Illustrissimusa. Laura pronalazi Illustrissimusov dnvenik i saznaje da je ona njegova kći. Sobar Žorž sasvim je izgubljen bez svojega gospodara. Kako bi bila bliže Ivici, Laura se doseli u njegov rodni kraj s velikim bogatstvom sumnjiva podrijetla. Selo ne prihvaća lijepu i prebogatu Lauru, ali jednako ne prihvaća ni nesvršenoga đaka Ivicu, tim prije što njih dvoje žive u divljem braku. Ne sluteći da je Laura bacila oko na bogatog susjeda Mihu Ivica sve češće pomišlja na povratak u grad i nastavak školovanja.
7. Raskid
Ivici Kičmanoviću dosta je Laurinih laži i prijevara. Kada ga je otac obavijestio da ga Laura vara s Kanonikovim Mihom, Ivica odluči raskinuti tu ljubavnu vezu. Ni Justa ne može podnijeti da je Miha vara. Iznenadna smrt oca kap je koja je prevršila mjeru Justine patnje, te ona jedne večeri pada u bunar. U međuvremenu, Laura otkriva da mlada Anica (Mirjana Majurec), Kanonikova kći, voli Ivicu Kičmanovića.
8. Kob
Lijepa i bogata Laura nastavlja sijati nesreću i smrt. Odbija stati s Mihom pred oltar. U trenutku pomirenja, mogućeg Laurinog pristanka, zapravo, neočekivano se pojavljuje nasilni i zli Ferkonja, s pravom prvog muškarca u njezinu životu. Laura ne može odoljeti izazovu zla, te ona i Ferkonja snuju kako da se riješe Mihe. Za to vrijeme Kanonikova Anica odlazi u grad, te se zbliži s Ivicom pa se čini da će barem njih dvoje izbjeći nesreći.
9. Krvava svadba
Ne vjerujući u Laurinu prijetnju da nijedna druga žena neće biti njegova, Ivica Kičmanović ženi se skromnom Anicom i miri dvije zavađene obitelji, spaja "dva susjedna brijega". Laura koja se u međuvremenu odmetnula u hajduke i postala vođa razbojničke družine, prekida svadbeno veselje, otima Anicu, ranjava Ivicu, puca u svatove. Na suđenju razbojnici, koja je već za dotadašnja zlodjela osuđena na smrt, kao jedini svjedok pojavljuje se Ivica. Nakon Laurinog pogubljena, Ivica se propije. Star i sijed ne može zaboraviti Lauru i na svršetku serije zapali registraturu i izgori u požaru.

## Poveznice
- Fotografije iz serije U registraturi  Arhivirana inačica izvorne stranice od 10. kolovoza 2014. (Wayback Machine)